# Seminar Saint-Magloire
Seminar Saint-Magloire war ein katholisches Priesterseminar in Paris, das 1618 auf Initiative von des Bischofs und Kardinals Henri de Gondi vom Oratoire de France gegründet wurde. Einziges Priesterseminar in Paris im 17. Jahrhundert, bildete es Generationen von Priestern und Laien aus und galt als Kaderschmiede für zukünftige Bischöfe. Im 18. Jahrhundert war es als aktive Brutstätte des Jansenismus bekannt. Das Seminar von Saint-Magloire wurde während der Französischen Revolution zum Seminar der (gemäß der Zivilverfassung des Klerus) Égilse constitutionelle von Paris.
Das Seminar wurde in der ehemaligen Abtei Saint-Magloire neben der Kirche Saint-Jacques-du-Haut-Pas im Pariser Stadtteil Faubourg Saint-Jacques (heute 5. Arrondissement) untergebracht.
Das Seminar Saint-Magloire wurde 1618 durch Patentbriefe von Ludwig XIII. gegründet und auf Initiative des Bischofs von Paris, Henri de Gondi, der Gesellschaft des Oratoriums Jesu anvertraut. Es war im 17. Jahrhundert das einzige Priesterseminar in Paris, in dem gebildete und wohlhabende junge Männer ausgebildet wurden. Der Schwerpunkt lag auf der Qualität der Vorlesungen und der liturgischen Ausbildung. Das Seminar nahm 1641 mit seinem zweiten Superior, François Bourgoing, der in der Nachfolge von Kardinal Richelieu stand, seinen eigentlichen Aufschwung.
Aufgrund seiner Lage im Herzen des jansenistischen Paris an der Wende vom 17. zum 18. Jahrhundert sowie seiner Zugehörigkeit zur Congrégation de l’Oratoire war das Seminar Saint-Magloire stark vom Augustinismus geprägt, der den Jansenisten vorgeworfen wurde. Viele der Geistlichen, die in Saint-Magloire unterrichteten, standen dem Jansenismus nahe und waren nach der Bulle Unigenitus von 1713 Appellanten, wie Jacques Joseph Duguet, der Diakon François de Pâris, Jacques Jubé, Vivien Laborde (Superior des Seminars ab 1708) etc. Ein Teil der Geistlichen des Seminars wandte sich zudem dem Figurismus zu.
Als während der Französischen Revolution die konstitutionelle Kirche errichtet wurde, wählte der Pariser Bischof Jean-Baptiste Gobel 1791 das Seminar Saint-Magloire als Ausbildungsseminar für konstitutionelle Priester aus, doch das Seminar hatte Mühe, zu funktionieren. Ab 1794 nahm das Taubstummen-Institut von den Räumlichkeiten Besitz, das – nach mehrmaligen Umbauten und teilweisem Neubau der bestehenden Gebäude – hier unter der heutigen Bezeichnung Institut national de jeunes sourds de Paris (Nationales Institut für junge Gehörlose) noch heute ansässig ist.

## Liste der Rektoren des Seminars Saint-Magloire (Auswahl)
- Charles de Condren 1624–1625
- François Bourgoing 1641–1662
- Jean-François Senault 1662–1672
- Vivien Laborde 1708–1724
- Jean-François Mandar 1789–1790